# マーリン (SST-2)
|          |                                |
| 艦歴     |                                |
| 発注:    |                                |
| 起工:    | 1952年5月1日                   |
| 進水:    | 1953年10月14日                 |
| 就役:    | 1953年11月20日                 |
| 退役:    |                                |
| 除籍:    | 1973年1月31日                  |
| その後:  | 記念艦として公開               |
| 性能諸元 |                                |
| 排水量:  | 303トン（水上）347トン（水中） |
| 全長:    | 131.3 ft                       |
| 全幅:    | 13.7 ft                        |
| 吃水:    | 12.2 ft                        |
| 機関:    |                                |
| 最大速:  | 水上 10ノット、水中 10.5ノット |
| 兵員:    | 士官2名、兵員16名              |
| 兵装:    | 21インチ魚雷発射管2門          |

マーリン(USS Marlin, SST-2)は、アメリカ海軍の潜水艦。T-1級潜水艦の2番艦。艦名はマカジキに因んで命名された。その名を持つ艦としては2隻目。当初の艦名は T-2 であった。

## 艦歴
T-2は1952年5月1日にコネチカット州グロトンのエレクトリック・ボート社で起工した。1953年10月14日にウィリアム・R・デローチ夫人によって命名、進水し、1953年11月20日に艦長エドワード・ホールト少佐の指揮下就役する。
マサチューセッツ湾での整調後、T-2は1954年1月後半にコネチカット州ニューロンドンを出航し母港となるフロリダ州キーウェストへ向かう。大西洋艦隊第12潜水戦隊に合流したT-2はフロリダ州南部からキューバのグアンタナモ湾にかけての水域で作戦活動に入る。10年以上にわたってT-2は目標艦、訓練艦の任務を担当し、潜水艦や対潜装備、対潜戦術の評価支援を行った。
キーウェストの艦隊ソナー学校での目標艦任務に加えて、T-2は様々な艦隊作戦に参加した。T-2は1956年1月に艦隊訓練部隊に配属されグアンタナモ湾に展開、5月15日にはマーリンと改名された。1958年7月、8月、1960年3月、1961年12月にもグアンタナモ湾で艦隊訓練を行った。1965年3月7日から4月4日までマーリンはマッケレル (USS Mackerel, SST-1)、アンバージャック (USS Amberjack, SS-522)、バットフィッシュ (USS Batfish, SS-310)、チヴォ (USS Chivo, SS-341) と共に機雷敷設演習を行う。
1963年からマーリンは、キーウェスト沖合で主として水上、航空対潜部隊の目標艦としての任務に従事した。
マーリンと姉妹艦のマッケレル (USS Mackerel, SST-1) は、キーウェストの海軍基地で1973年1月31日に退役した。両艦の退役式が執り行われ、二隻は同日除籍された。マーリンはネブラスカ州オマハのグレーター・オマハ・アリーナに所在するフリーダム・パークに記念艦として展示されている。